# Врхника
Врхника (словен. Vrhnika, італ. Nauporto, нім. Oberlaibach) — поселення в общині Врхника, Осреднєсловенський регіон, Словенія. 
Висота над рівнем моря: 293,1 м.